# Al D’Amato

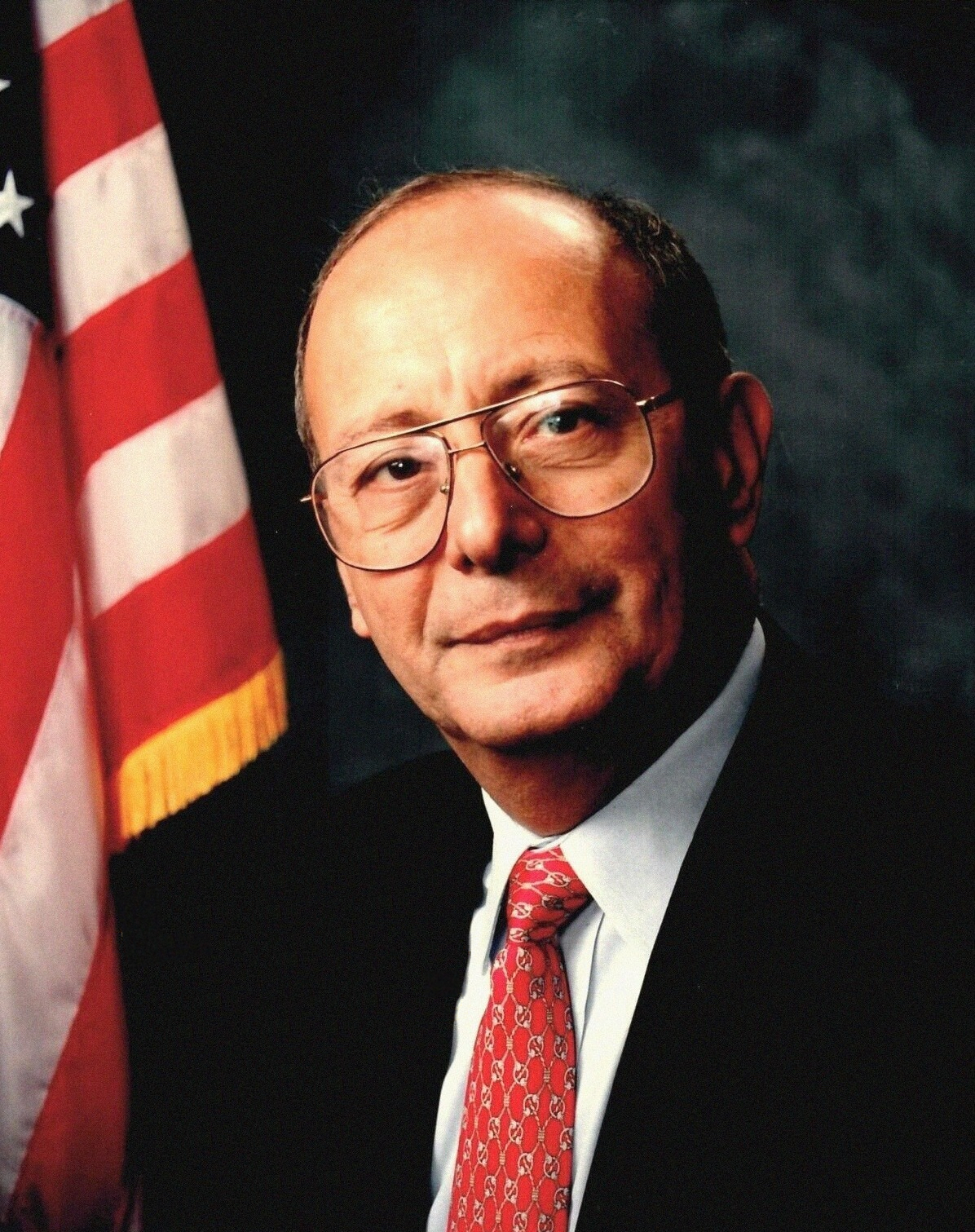
Al D’Amato

Alfonse Marcello „Al“ D’Amato (* 1. August 1937 in Brooklyn) ist ein US-amerikanischer Rechtsanwalt und Politiker. Zwischen 1981 und 1999 war er republikanischer Senator für den Bundesstaat New York.
D’Amato, der von italienischen Vorfahren abstammt, wuchs in Long Island auf und besuchte die Chaminade High School, die Syracuse University School of Business Administration sowie das Syracuse University College of Law (Abschluss: Juris Doctor). Seine politische Karriere begann im Nassau County bei den Republikanern, wo er rasch Public Administrator of Nassau County wurde. 1977 wurde er zum Supervisor der Town of Hempstead ernannt.
1980 zog er in den Senat der Vereinigten Staaten ein und löste dort Jacob K. Javits ab, den er zuvor in der Primary der Republikaner besiegt hatte. Er war Vorsitzender des Senate Committee on Banking, Housing and Urban Affairs und Mitglied des Senate Finance Committee. 1992 sprach und sang er den ersten langen Filibuster mit über 15 Stunden seit Einführung der Live-Übertragungen aus dem US-Senat, um den Wegzug einer Schreibmaschinenfabrik aus seinem Heimatstaat New York zu verhindern. Zwischen 1995 und 1996 war er Vorsitzender des Senate Special Whitewater Committee. 1998 stellte er sich erneut zur Wahl, unterlag jedoch seinem demokratischen Konkurrenten Chuck Schumer und schied am 3. Januar 1999 aus dem Senat aus.
1995 wurde seine Autobiografie Power, Pasta & Politics: The World According to Senator Al D’Amato veröffentlicht.

## Schriften
- Alfonse D’Amato: Power, Pasta & Politics: The World According to Senator Al D’Amato. Hypersion, New York 1995, ISBN 978-0-7868-6045-6 (357 S.)